# Margaret Ball
Margaret Elizabeth Ball (ur. 7 listopada 1947) – amerykańska pisarka, nauczycielka akademicka, autorka powieści historycznych, science fiction i fantasy. Pod pseudonimami: Catherine Lyndell, Kate Ashton oraz Kathleen Fraser tworzy również romanse.
Ukończyła studia licencjackie, a następnie uzyskała stopień Ph.D. na University of Texas at Austin. Jest mężatką i ma dwoje dzieci. Mieszka w Austin.

## Dzieła

### Powieści
- Surgeon in Danger (1983; pod pseudonimem Kate Ashton)
- Alliance of Love (1984; pod pseudonimem Catherine Lyndell)
- Highland Flame (1984; pod pseudonimem Kathleen Fraser)
- Masquerade (1984; pod pseudonimem Catherine Lyndell)
- Captive Hearts (1985; pod pseudonimem Catherine Lyndell)
- My Brazen Heart (1985; pod pseudonimem Kathleen Fraser)
- Vows Of Desire (1985; pod pseudonimem Catherine Lyndell)
- Sunset and Dawn (1985; pod pseudonimem Kate Ashton)
- Midwife Melanie (1985; pod pseudonimem Kate Ashton)
- Snow Sister (1985; pod pseudonimem Kate Ashton)
- Love's Redemption (1986; pod pseudonimem Kathleen Fraser)
- Love's Tender Promise (1986; pod pseudonimem Kathleen Fraser)
- Passage to Paradise (1987; pod pseudonimem Kathleen Fraser)
- Ariane (1987; pod pseudonimem Catherine Lyndell)
- Tapestry of Pride (1987; pod pseudonimem Catherine Lyndell)
- Dear Dr. Sassenach (1987; pod pseudonimem Kate Ashton)
- Border Fires (1989; pod pseudonimem Catherine Lyndell)
- Stolen Dreams (1989; pod pseudonimem Catherine Lyndell)
- Journey to Desire (1991; pod pseudonimem Catherine Lyndell)

seria Tamai
1. Flameweaver (1991)
2. Changeweaver (1993)

- The Shadow Gate (1991)

seria Tamai
1. Partnership (wraz z Anne McCaffrey, 1992; wyd. pol. 1995 Statek bliźniaczy)

- Midsummer Rose (1992; pod pseudonimem Catherine Lyndell)
- No Earthly Sunne (1994)
- Lost in Translation (1995)
- Mathemagics (1996)

seria Acorna
1. Acorna: The Unicorn Girl (1997; wraz z Anne McCaffrey)
2. Acorna's Quest (1998; wraz z Anne McCaffrey)

- Disappearing Act (2004)
- Duchess of Aquitaine (2006)

### Opowiadania
- Joyful All Ye Nations Rise (1993)
- Sikander Khan (1993)
- Telling Human Stories (1994)
- Totally Spaced Barbie (1994)
- Ballad of the Outer Life (1995)

seria Riva Konneva
1. Career Day (1995)
2. Tales from the Slushpile (1998)
3. Fun with Hieroglyphics (2000)

- Notes During a Time of Civil War (1995)
- Hold Me Fast and Fear Not (1995)
- A Hole in the Sky (1996)
- La Curandera (1996)
- Coyote Woman (1996)
- Twelve Gates to the City (1998)
- Shell Game (1999)
- Communications Problem (2004)

### Eseje
- Appendix: Proofs (1996)
- Preface to Acorna's Quest (wraz z Anne McCaffrey; 1998)
- Brief Notes on the Linaari Language (2002)